# Beladice
Beladice este o comună slovacă, aflată în districtul Zlaté Moravce din regiunea Nitra, pe malul râului Žitava⁠(d). Localitatea se află la altitudinea de 170 m deasupra n.m. și se întinde pe o suprafață de 22,41 km2. 

## Istoric
Localitatea Beladice este atestată documentar din 1156.

## Demografie
| An:                | 1994 | 2004   | 2014   | 2024    |
| ------------------ | ---- | ------ | ------ | ------- |
| Număr de persoane: | 1544 | 1519   | 1603   | 1768    |
| Diferență:         |      | −1,61% | +5,52% | +10,29% |

| An:                | 2023 | 2024   |
| ------------------ | ---- | ------ |
| Număr de persoane: | 1723 | 1768   |
| Diferență:         |      | +2,61% |